# Чедомир Попов
Чедомир Попов (Меленци, 15. март 1936 — Нови Сад, 8. јун 2012) био је српски историчар, универзитетски професор и академик. Попов је био члан Српске академије наука и уметности и почасни председник Матице српске.

## Биографија
Родио се у учитељско-службеничкој породици. Основну школу завршио у Меленцима и Ковачици, а гимназију у Зрењанину 1954. године.
Као припадник прве генерације студената првих новосадских факултета (Филозофског) студирао на Групи за историју 1954–1958. Дипломирао фебруара 1959. са средњом оценом 9 (девет). Годину дана касније (1. фебруара 1960) изабран је за асистента Филозофског факултета на предмету Општа историја новог века. На овом Факултету провео је цео радни век прошавши кроз сва наставничка звања, да би 1. октобра 2000. отишао у пензију. Током ових 40 година био је две године председник Савета Факултета и декан (1979–1981). Вршио је дужност директора Института за историју Војводине (1970—74).
После усавршавања у Стразбуру (Француска) у школској 1959/60. години, почео је интензиван научни рад у области историје међународних односа. Докторирао је јуна 1970. са тезом Став Француске према Србији од Франкфуртског мира 1871. до Берлинског конгреса 1878. Бавећи се континуирано научноистраживачким радом до сада је самостално или у коауторству објавио 13 књига и око 370 научних, стручних и публицистичких радова. Приредио је још 8 књига изворне грађе.
На основу успеха у научном раду 1981. изабран је за дописног, 1987. за редовног члана Војвођанске академије наука и уметности, а 1988. за члана САНУ ван радног састава. Године 1992. постао је редовни члан САНУ.
Поред наставничког и научног рада, још од студентских дана, обављао је много послова на стручном, културном, уређивачком и друштвеном пољу. Као ђак и студент бавио се позоришним аматеризмом, био је председник Академског позоришта и уредник драмског програма на Трибини младих у Новом Саду. Од 1962. до 1965. био је председник Савета за културу града Новог Сада. У Матици српској од 1970. је уредник Зборника за историју, од 1981. до 1991. је обављао посао управника Рукописног одељења, a био је и потпредседник Матице српске (1991—1999). Њен председник постаје 2008. године. Члан Управног одбора ове најстарије културне установе српског народа је непрекидно од 1969.
Осим у Матици био је активан и у другим установама науке и културе. Поред осталог био је председник Самоуправне заједнице за научни рад Војводине, а од 1985. до 1989. главни и одговорни уредник Југословенског историјског часописа. Од 1994. до 2002. био је председник новосадског Огранка и члан Председништва и Извршног одбора САНУ. Руководио је многим научним пројектима, а већ више од десет година руководилац је капиталног пројекта Матице српске Српски биографски речник. У Српској академији наука и уметности водио је радну групу за израду Азбучника Српске енциклопедије. Учествовао је на већем броју научних скупова у земљи и иностранству. Био је ментор за израду шест докторских дисертација. Такође је био активан и у Савезу удружења бораца народноослободилачког рата Србије (СУБНОР), где је био члан Савета СУБНОР-а.

## Одабрана дела

### Књиге
- Француска и Србија 1871–1878. САНУ, Београд 1974, 447 стр.
- Од Версаја до Данцига, Нолит, Београд 1976, 618 стр. (друго издање: „Службени лист“, Београд 1995, 415 стр.)
- Србија на путу ослобођења. Борба за политички преображај и државну независност 1868–1878, *Научна књига, Београд 1980, 182 стр.
- Војводина у народноослободилачком рату и социјалистичкој револуцији 1941–1945 (редакција и коауторство), Филозофски факултет, Нови Сад 1984, 478 стр.
- Грађанска Европа 1770–1914, Прва књига: „Основи европске историје XIX века (1770-1815)“ (545 стр.); Друга књига „Политичка историја Европе (1815-1871)“ (573 стр.), Матица српска, Нови Сад 1989, Трећа књига "Друштвена и политичка историја Европе (1871-1914), Завод за уџбенике, Београд 2010.
- Европске грађанске револуције од XVIII до ХХ века. Покушај емпиријског уопштавања, ВАНУ, Нови Сад 1992, 14 стр.
- Попов, Чедомир; Попов, Јелена (1993). Аутономија Војводине - српско питање (1. изд.). Сремски Карловци: Карловачка уметничка радионица.
  - Попов, Чедомир; Попов, Јелена (2000). Аутономија Војводине - српско питање (2. доп. изд.). Сремски Карловци: Кровови.
- Политички фронтови Другог светског рата, Друштво историчара, Нови Сад 1995, 154 стр.
- Европска револуција и српски покрет 1848–1849. (коаутор Славко Гавриловић), Савез историчара Југославије, Београд–Нови Сад 1997, 115 стр.
- О историји и историчарима, Издавачка књижарница Зорана Стојановића, Сремски Карловци–Нови Сад 1999, 304 стр.
- Европа и српска револуције 1804–1815, (коаутор са Вл. Стојанчевићем, М. Екмечићем, Сл. Гавриловићем, Сл. Терзићем, В. Момчиловићем, Т. Бекићем, Ш. Палом и Б. Ковачеком; Прилог; *Французи и српска револуција, 316-434), „Платонеум“, Нови Сад 2004.

### Остали радови
- Попов, Чедомир (1981). „Србија 1868—1878. године”. Историја српског народа. књ. 5, св. 1. Београд: Српска књижевна задруга. стр. 303—421.
- Попов, Чедомир (1983). „Привреда, друштво и политика”. Историја српског народа. књ. 6, св. 1. Београд: Српска књижевна задруга. стр. 7—49.
- Попов, Чедомир (1983). „Немирне године и везивање за Аустро-Угарску”. Историја српског народа. књ. 6, св. 1. Београд: Српска књижевна задруга. стр. 50—94.
- Попов, Чедомир (1997). „Српски национални програм Светозара Милетића”. Актуелност мисли Светозара Милетића о ослобођењу и уједињењу српског народа. Београд: Завод за уџбенике и наставна средства. стр. 33—45.

### Приређена издања
- Др Андрија Раденић, Из историје Србије и Војводине 1834–1914, (избор и предговор), Матица српска, Нови Сад 1973.
- Полемика Јована Ристића и српских конзервативаца 1877. године, (Приредио и написао увод и коментаре), Завод за уџбенике и наставна средства, Београд 1997.
- Светозар Милетић, Сабрани списи, Књ. I, II/1, II/2, II/3, III, (приређивачи Ч. Попов и Д. Микавица; предговори Ч. Попов), Завод за уџбенике и наставна средства, Београд 1999–2001.
- Светозар Милетић о српском питању, (избор и предговор), Градска библиотека и „Орфеус“, Нови Сад 2001, 495 стр.